# Orchestra Wives
Orchestra Wives is een Amerikaanse musicalfilm uit 1942 onder regie van Archie Mayo. Destijds werd de film in Nederland uitgebracht onder de titel Getrouwd met de band.

## Verhaal
De band van Gene Morrison is een van de meest populaire van het moment. Connie Ward is een van de vele fans, die haar geluk niet op kan als ze te horen krijgt dat ze een optreden zullen geven in de stad waar ze woont. Na het concert weet ze de aandacht te trekken van William 'Bill' Abbott, de trompettist van de band. Hij is dol op Connie en nodigt haar uit hem te volgen op zijn tour. Op de tweede avond kondigt ze aan terug naar huis te keren. Bill wil haar niet verliezen en doet een huwelijksaanzoek. Connie weet niet wat haar overkomt, maar accepteert zijn aanzoek en trouwt niet veel later met hem.
Ze gaat met hem mee op tour en maakt kennis met de vriendengroep Jaynie, Natalie, Elsie en Caroline. Ze denkt dat ze met open armen wordt ontvangen, maar weet niet dat ze Connie enkel gebruiken om dichter bij Bill te komen. Connie wordt het toeren al snel zat en is ook niet zo enthousiast over het feit dat haar nieuwe vrienden roddeltantes zijn die nare dingen over elkaar zeggen achter elkaars rug om. Zo vertelt Elsie haar dat Natalie en Caroline constant flirten met elkaars echtgenoten.
Jaynie, die werkt als zangeres van de band, is de ex-vriendin van Bill, maar wil hem nog steeds terug. Ze besluit goed bevriend te worden met Connie, zodat ze dichter bij Bill kan komen. Wanneer Connie te horen krijgt dat Bill en Jaynie ooit een relatie hadden, kan ze haar oren niet geloven. Omdat Bill haar dat nooit had verteld, vermoedt ze dat er nog steeds iets gaande is tussen de twee. Ze is onderweg om de confrontatie met hem aan te gaan. Ondertussen wordt Jaynie op de hoogte gesteld van wat er is gebeurd en probeert Bill en Connie uit elkaar te halen door samen met Bill op een kamer te zijn als Connie arriveert bij zijn hotelkamer.
Connie gaat uit van het ergste en verlaat hem. Bill probeert haar nog tegen te houden, maar ze vertelt hem dat ze het toeren zat is en geen orkestvrouw kan zijn. De volgende dag ontdekt ze echter dat Jaynie hen opzettelijk uit elkaar wilde halen. Ze is razend en onthult uit woede dat Natalie en Caroline een affaire hebben met elkaars man. Zij kunnen elkaar niet meer uitstaan en het komt tot een confrovtatie met de twee echtgenoten. Ook zij kunnen elkaar niet meer onder ogen komen en stappen uit de band. Ook Bill verlaat het orkest als hij krijgt te horen dat zijn ooit zo vrolijke echtgenote de nare roddels heeft geopenbaard.
Connie keert bedroefd terug naar haar woonplaats, maar voelt zich schuldig dat de band door haar uit elkaar is gegaan. Met hulp van bandlid Sinjin herenigt ze de band. Bill is haar dankbaar en danst met haar om het goed te maken. In de eindscène zoenen ze elkaar.

## Rolbezetting
| Acteur                     | Personage               |
| -------------------------- | ----------------------- |
| George Montgomery          | William 'Bill' Abbott   |
| Ann Rutherford             | Connie Ward-Abbott      |
| Glenn Miller               | Gene Morrison           |
| The Glenn Miller Orchestra | Gene Morrisons orkest   |
| Lynn Bari                  | Jaynie Stevens          |
| Carole Landis              | Natalie Mercer          |
| Cesar Romero               | St. John 'Sinjin' Smith |
| Virginia Gilmore           | Elsie                   |
| Mary Beth Hughes           | Caroline Steele         |
| The Nicholas Brothers      | Zichzelf                |

## Achtergrond
In eerste instantie zou John Brahm de film regisseren, maar hij werd in april 1942 vervangen door Archie Mayo. Maureen O'Hara werd gecast als Connie Ward, maar werd later vervangen door Linda Darnell. Ook zij besloot uiteindelijk niet mee te werken. Hierna kreeg Ann Rutherford de vrouwelijke hoofdrol. Het was de laatste film waar Glenn Miller met zijn orkest in verscheen. Hij ging aan het einde van 1942 het leger in.
De film werd destijds matig ontvangen door critici. The New York Times noemde het een standaardfilm zonder memorabele acteerprestaties. Enkel Cesar Romero kreeg lof voor zijn rol van vrouwenverslindster. Desondanks werd de film genomineerd voor een Oscar. Het lied I've Got a Gal in Kalamazoo werd genomineerd in de categorie "Beste Lied". Tegenwoordig staat de film symbool voor de weergave van de periode van de swingjazz.

## Muzikale nummers
- At Last - Gezongen door Ray Eberle en Pat Friday
- Bugle Call Rag - Opgetreden door The Glenn Miller Orchestra
- I've Got A Gal In Kalamazoo - Gezongen door Tex Beneke, Marion Hutton en The Modernaires. Later door The Nicholas Brothers.
- People Like You And Me - Gezongen door Tex Beneke, Ray Eberle, Marion Hutton en The Modernaires
- Serenade In Blue - Gezongen door Pat Friday
- Moonlight Serenade - Instrumentaal
- Chattanooga Choo Choo - Uitgevoerd door The Glenn Miller Orchestra